# Calymmaria iviei
Calymmaria iviei là một loài nhện trong họ Hahniidae.
Loài này thuộc chi Calymmaria. Calymmaria iviei được miêu tả năm 2004 bởi Heiss & Draney.